# Liste der Kellergassen in Wolkersdorf im Weinviertel
Die Liste der Kellergassen in Wolkersdorf führt die Kellergassen in der niederösterreichischen Gemeinde Wolkersdorf im Weinviertel an.
| Foto |                 | Kellergasse                                              | Standort                 | Beschreibung |
| ---- | --------------- | -------------------------------------------------------- | ------------------------ | --- |
| BW   | Datei hochladen | Güterweg Seiser/Kellergasse (Münichsthal), Alter Hof     | KG: Münichsthal Standort | Das beidseitige Kellergassensystem befindet sich an einem von der Hauptstraße nach Süden führenden Hohlweg und in einem von jenem abzweigenden, parallel zur Hauptstraße verlaufenden Weg im zweiten Hintaus, im östlichen Teil an einer Geländekante, im westlichen Teil in Hohlweglage. Auf 800 Metern Länge befinden sich 69 Keller, überwiegend in Schildmauerform und mehrheitlich erneuerungsbedürftig. Anmerkung: Schmidbaur erwähnt in diesem Bereich getrennt voneinander eine einseitige Einzelkellergasse „Güterweg Seiser“ (Geländekante, zweites Hintaus, 46 Keller auf 200 Metern Länge) und ein beidseitiges Kellergassensystem „Südlich der Hauptstraße“ (600 Meter Länge, Hohlweg bzw. Geländekante, Hintaus bzw. Randlage, 23 Keller). Diese Angaben sind schwer nachzuvollziehen, da die von Schmidbaur gewählten Bezeichnungen nicht eindeutig sind, sich die beiden Kellergassen(systeme) offensichtlich kreuzen, um Schmidbaurs Angaben zu entsprechen, und da ein Großteil der Keller weder in Luftaufnahme sichtbar noch im Kataster eingezeichnet sind. |
| ja   | Datei hochladen | Grasenberg                                               | KG: Münichsthal Standort | Das beidseitige Kellergassensystem befindet sich am südöstlichen Ortsrand, teils in Hanglage, teils in einem Hohlweg. Auf insgesamt 350 Metern Länge befinden sich 36 Gebäude, davon sechs Um- oder Neubauten. Die Keller sind mehrheitlich in Schildmauerform, knapp die Hälfte ist erneuerungsbedürftig oder verfallen. |
| BW   | Datei hochladen | Hauptstraße (Münichsthal)                                | KG: Münichsthal Standort | Die einseitige Einzelkellergasse liegt an einer Geländekante im Ort. Auf 100 Metern Länge befinden sich 10 Gebäude - davon zwei Um- oder Neubauten -, mehrheitlich giebelständige Keller. |
| BW   | Datei hochladen | Hauptstraße, Siedlungsstraße (Münichsthal)               | KG: Münichsthal Standort | Die einseitige Einzelkellergasse befindet sich im südwestlichen Hintaus und am westlichen Ortsrand (mittlerweile umgeben von Neubauten), teils an einer Geländekante, teils in einem Hohlweg. Auf 150 Metern Länge befinden sich 26 Gebäude in unterschiedlichen Bauformen, davon vier Um- oder Neubauten. Mehr als die Hälfte der Keller ist erneuerungsbedürftig. Die älteste Datierung ist von 1954. Anmerkung: Schmidbaur hat die Anzahl der Objekte offenbar korrekt angegeben; nennt als Längenangabe aber „100 Meter“, was zu niedrig gegriffen ist, und als Lagebezeichnung nur „Hintaus“, was die von ihm in der Bezeichnung ausdrücklich erwähnte Hauptstraße unberücksichtigt ließe. |
| BW   | Datei hochladen | Sonnleiten, Grundweingärten                              | KG: Münichsthal Standort | Die beidseitige Einzelkellergasse liegt in einem Hohlweg im nördlichen Hintaus bzw. am nordöstlichen Ortsrand. Auf 200 Metern Länge befinden sich 26 Gebäude - davon drei Um- oder Neubauten -, mehrheitlich Keller in Schildmauerform. Mehr als die Hälfte der Keller ist erneuerungsbedürftig. Die älteste Datierung ist von 1933. |
| ja   | Datei hochladen | Kellergasse, Antoniusgasse, Seyringer Straße (Obersdorf) | KG: Obersdorf Standort   | Das einseitige Kellergassensystem besteht aus jeweils einigen Kellern an zwei nach Südwesten führenden Ortsausfahrten (in der Antoniusgasse in der Ebene, in der Seyringer Straße an einer Geländekante) und einer dazwischen in der Ebene im westlichen Hintaus liegenden langen Kellergasse. Auf 900 Metern Länge befinden sich 63 Gebäude, davon 11 Um- oder Neubauten großteils mit Wohnnutzung. Die Keller sind in unterschiedlichen Bauformen, knapp die Hälfte traufständig, etwa ein Drittel weist Abgangshäuschen auf. Etwa zwei Drittel der Keller sind erneuerungsbedürftig oder verfallen. Die älteste Datierung ist von 1828. |
| ja   | Datei hochladen | Satzen/Sätzergraben (Obersdorf)                          | KG: Obersdorf Standort   | Einige wenige halb verfallene Keller befinden sich nördlich der Flur In Satzen in einem Hohlweg, der zur Flur In Plachen führt. |
| BW   | Datei hochladen | Kellergasse (Pfösing)                                    | KG: Pfösing Standort     | Die einseitige Einzelkellergasse liegt an einer Geländekante im nördlichen Hintaus. Schmidbaur zählte auf 200 Metern Länge 16 Gebäude, davon 13 traditionelle Keller, mehrheitlich in Schildmauerform und erneuerungsbedürftig. Mittlerweile sind in diesem Bereich einige Einfamilienhäuser errichtet worden. |
| BW   | Datei hochladen | Rasserweg                                                | KG: Pfösing Standort     | Die beidseitige Einzelkellergasse liegt im südlichen Hintaus, teils in der Ebene, teils an einer Geländekante. Schmidbaur zählte auf 500 Metern Länge 30 Gebäude, davon fünf Um- oder Neubauten. Die Keller waren mehrheitlich in Schildmauerform, die Hälfte erneuerungsbedürftig. Mittlerweile sind in diesem Bereich zahlreiche Einfamilienhäuser errichtet worden. |
| BW   | Datei hochladen | Wolkersdorfer Straße (Riedenthal)                        | KG: Riedenthal Standort  | Die einseitige Einzelkellergasse liegt an der Nordseite der in einem Graben verlaufenden östlichen Ortsausfahrt. Auf 100 Metern Länge befinden sich acht Keller in unterschiedlichen Bauformen, die Hälfte erneuerungsbedürftig. Die älteste Datierung ist von 1890. Anmerkung: Schmidbaur bezeichnet diese Kellergasse fälschlich als „Hauptstraße“. |
| BW   | Datei hochladen | Kellergasse (Riedenthal)                                 | KG: Riedenthal Standort  | Die einseitige Einzelkellergasse liegt in einem Graben am südlichen Ortsrand. Auf 170 Metern Länge befinden sich 19 Gebäude, mehrheitlich Keller in Schildmauerform, die Hälfte erneuerungsbedürftig. Die älteste Datierung ist von 1890. |
| ja   | Datei hochladen | Friedhofgasse, In Gruben (Wolkersdorf)                   | KG: Wolkersdorf Standort | Das Kellergassensystem im östlichen Teil des Orts besteht aus beidseitig in einem Graben liegenden Kellern in der Friedhofgasse und einseitig an einer Geländekante liegenden Kellern in Gruben. Auf insgesamt 200 Metern Länge befinden sich 24 Gebäude, davon sechs Um- oder Neubauten mit Wohnnutzung. Die Keller sind teils traufständig, teils in Schildmauerform, die Hälfte erneuerungsbedürftig. Die älteste Datierung ist von 1850. |
| ja   | Datei hochladen | Johannesgasse (Wolkersdorf)                              | KG: Wolkersdorf Standort | Die beidseitige Einzelkellergasse liegt in einem flachen Graben, ursprünglich westlich außerhalb des Orts, heute umgeben von Siedlungsgebiet. Auf 150 Metern Länge befinden sich 22 Gebäude, davon acht Um- oder Neubauten. Die Keller sind mehrheitlich traufständig und erneuerungsbedürftig. Die älteste Datierung ist von 1909. |
| ja   | Datei hochladen | Kellergasse (Wolkersdorf)                                | KG: Wolkersdorf Standort | Die beidseitige Einzelkellergasse liegt am nordwestlichen Ortsrand in einem breiten Graben, dessen westliche Kante markanter als die östliche ist. Auf 700 Metern Länge befinden sich 62 Gebäude in unterschiedlichen Bauformen, davon 15 Um- oder Neubauten teils mit Wohnnutzung. Etwa die Hälfte der Keller ist erneuerungsbedürftig oder verfallen. Die älteste Datierung ist von 1848. |
| ja   | Datei hochladen | Klostergasse (Wolkersdorf)                               | KG: Wolkersdorf Standort | Die einseitige Einzelkellergasse liegt an einer Geländekante im Hintaus im Nordwesten des Orts, mittlerweile umgeben von Siedlungsgebiet. Schmidbaur zählte auf 200 Metern Länge 14 Gebäude, davon aber acht Um- oder Neubauten mit Wohnnutzung, so dass der Charakter als Kellergasse verlorengegangen ist. Umgebaute ehemalige Keller sind als Relikte noch zu erkennen. |

| Foto:                    | Fotografie der Kellergasse (Gesamtheit). Klicken des Fotos erzeugt eine vergrößerte Ansicht. Daneben finden sich zwei Symbole: \| Weitere Bilder vorhanden \| Das Symbol bedeutet, dass weitere Fotos des Objekts verfügbar sind. Durch Klicken des Symbols werden sie angezeigt. \| \| Eigenes Foto hochladen \| Durch Klicken des Symbols können weitere Fotos des Objekts in das Medienarchiv Wikimedia Commons hochgeladen werden. \| |
| Name:                    | Bezeichnung der Kellergasse |
| Standort:                | Es ist die Katastralgemeinde (KG) angegeben. Durch Aufruf des Links Standort wird die Lage der Kellergasse in verschiedenen Kartenprojekten angezeigt. |
| Beschreibung             | Kurze Beschreibung der Kellergasse |
| Weitere Bilder vorhanden | Das Symbol bedeutet, dass weitere Fotos des Objekts verfügbar sind. Durch Klicken des Symbols werden sie angezeigt. |
| Eigenes Foto hochladen   | Durch Klicken des Symbols können weitere Fotos des Objekts in das Medienarchiv Wikimedia Commons hochgeladen werden. |